# Terminus (videogioco 2000)
Terminus è un videogioco di simulazione del 2000 sviluppato da Vicarious Visions e pubblicato per Microsoft Windows, Mac OS e Linux. Secondo progetto della software house statunitense, il gioco presenta elementi dei videogiochi di ruolo e una modalità multiplayer online.